# Rick Dickinson

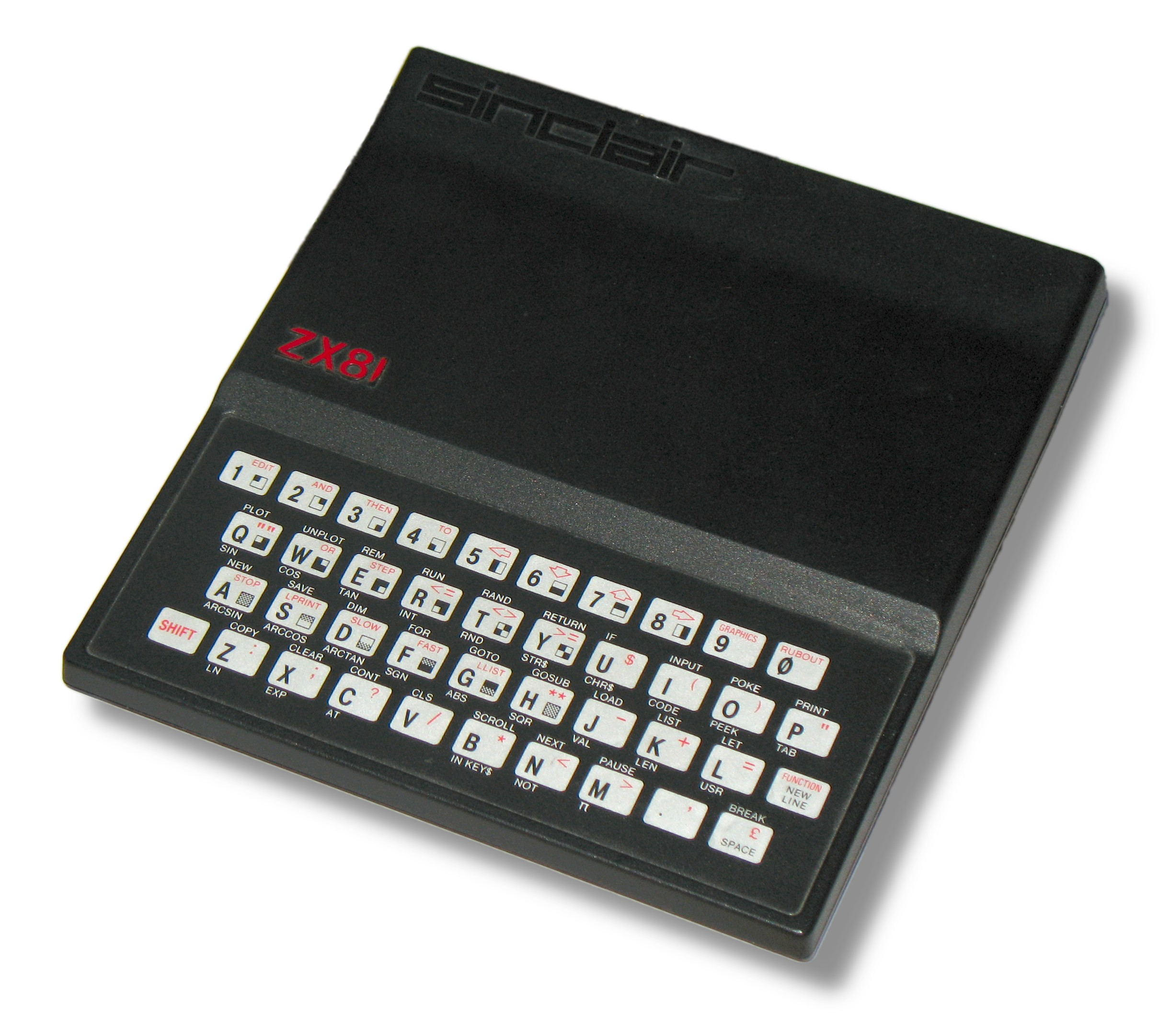
Dickinson desenhou o computador doméstico Sinclair ZX81 e possui uma patente pelo design.

Rick Dickinson (1958 - 24 de abril de 2018) foi um designer britânico. Foi designer industrial da Sinclair Research e em 1986, fundou a Dickinson Associates, uma consultoria de desenho industrial.
Ele desenhou os micros ZX80 e ZX81, incluindo o teclado de membrana, e o teclado chiclete do ZX Spectrum. Também foi o projetista do gabinete do Sinclair TV80 e do Sinclair QL. Dickinson graduou-se pela Newcastle Polytechnic, e foi contratado pela Sinclair antes mesmo de ter concluído o curso. Dickinson possui duas patentes, pelo design dos ZX80 e ZX81.
Também desenhou o console portátil Gizmondo (originalmente, Gametrac).